# Cryptocarya leucophylla
Cryptocarya leucophylla är en lagerväxtart som beskrevs av B.P.M. Hyland. Cryptocarya leucophylla ingår i släktet Cryptocarya och familjen lagerväxter. Inga underarter finns listade i Catalogue of Life.